# Ommatius imperator
Ommatius imperator là một loài ruồi trong họ Asilidae. Ommatius imperator được Oldroyd miêu tả năm 1939. Loài này phân bố ở vùng nhiệt đới châu Phi.